# 북달성 요금소
북달성 요금소(北達城料金所, N.Dalseong TG)는 대구광역시 달성군 다사읍 대구외곽순환고속도로 7에 위치한 대구외곽순환고속도로 본선 상의 요금소다. 건설 당시 가칭은 다사 요금소였으나, 2022년 3월 31일 달서 나들목 ~ 율암 요금소 구간이 개통하면서 현재의 북달성 요금소로 영업을 개시하였다.

## 역사
- 2022년 3월 31일 : 대구외곽순환고속도로 달서 나들목 ~ 율암 요금소 구간 개통과 함께 북달성 요금소로 영업 개시[1]

## 구조물 정보
- 위치 : 대구광역시 달성군 다사읍 매곡리

## 교통량 정보
| 요금소          | 통행량 (대/일) | 각주  |
| 요금소          | 2022년         | 각주  |
| --------------- | -------------- | ----- |
| 북달성 (폐쇄식) |                | [ 2 ] |

## 상매 방면
- 하이패스 전용 진출차로 : 1,2차로
- 일반 진입차로 : 3차로
- 화물차 진입 차로(하이패스 겸용) : 4차로

## 달서 방면
- 하이패스 전용 진출차로 : 1,2차로
- 일반 진입차로 : 3,4차로